# Gedesby Mølle
Gedesby Mølle er en hollandsk vindmølle i Gedesby 3 km nordøst for Gedser på Falster. Den blev taget i brug i 1911, og var i drift frem til 1947. Det er landets sydligste vindmølle.

## Historie
Den nuværende mølle erstattede en tidligere stubmølle, som lå lidt mod vest, på en forhøjning, hvor landevejen mellem Gedser og Nykøbing Falster går igennem. Denne mølle overlevede stormfloden 1872, der havde øvet betydelig skade på selve Gedesby. 
En Kristian Hansen valgte at opføre den nuværende hollandske vindmølle, da den gamle stubmølle var utidssvarende. Den stod klar i 1911, men i 1917 var han gået konkurs og den fik nye ejere. Møllen fungerede frem til 1947. I 1957 ødelagde et haglvejr  den ene vingehæk, og året efter knækkede akslen i 1958. Herefter forfaldt møllen i mange år. I 1970 startede man en trælasthandel i bygningen. I 1985 igangsatte to lokale bevaringen af møllen og begyndte at restaurere den. På trods af at den daværende Sydfalster Kommune ikke ønskede at støtte projektet blev der samlet penge ind i lokalbefolkningen, og ejeren siden 1976 lod møllelauget få råderet over møllen. I 1995 stod den færdigrestaureret og fuldt funktionsdygtig.

## Beskrivelse
Overmøllen er opført i træ, og beklædt med tagpap, ligesom hatten er det.
Møllens vingefang er kun 15 m, hvilket gør den til en af Danmarks mindste.